# 윤태영 (1961년)
윤태영(尹太瀛, 1961년 1월 10일 ~ )은 참여정부의 별정직 공무원으로, 대통령비서실 대변인 등을 역임했다. 당시 천호선 수석(전 정의당 대표), 이호철 수석과 함께 청와대 핵심비서관 3인방으로 꼽히며, '노무현의 복심(腹心)', '청와대 386의 좌장'으로 불렸었다.

## 약력
- 2006년 8월~2007년 3월: 대통령비서실 대변인
- 2005년 11월~2007년 3월: 대통령비서실 연설기획비서관
- 2004년 7월: 대통령비서실 제1부속실 실장
- 2003년 5월: 대통령비서실 대변인
- 2003년 2월: 대통령비서실 홍보수석실 연설담당비서관
- 2003년 1월: 대통령 취임식 실행준비위원
- 2002년: 노무현 대통령후보 홍보팀장
- 1996년: 연세대학교 경제학과 학사